# Cetraro
Cetraro ist eine italienische Gemeinde in der Provinz Cosenza in der Region Kalabrien mit 9356 Einwohnern (Stand 31. Dezember 2023).
Cetraro liegt 58 km nordwestlich von Cosenza.
Die Nachbargemeinden sind Acquappesa, Bonifati, Fagnano Castello, Guardia Piemontese, Malvito und Sant’Agata di Esaro.

## Persönlichkeiten
Riccardo Pizzuti (* 1934), Schauspieler und Stuntman